# Абдул-Хак (вчений)
Мавлаві Абдул Гак (англ. Abdul Haq, урду عبدالحق; нар. 20 квітня 1870 — пом. 16 серпня 1961) — індійський та пакистанський науковець-філолог, удостоєний почесного титулу «Баба-е-Урду» («Батько урду») за внесок у пропаганду та розвиток цієї мови й отримання нею статусу однієї з двох національних, поряд з англійською, у Пакистані.

## Життєпис
Абдул Гак народився 20 квітня 1870 року в Гапурі (нині місто у окрузі Гапур в штаті Уттар-Прадеш). Закінчивши у 1892 році Мусульманський університет міста Аліґар, викладав урду в коледжі Ауранґабада, присвятивши себе подальшому вивченню і розвитку мови. Працював головним перекладачем Департаменту внутрішніх справ в Делі, перш ніж був призначений провінційним інспектором шкіл в Центральних провінціях. Тоді ж став секретарем Всєіїндійської магометанської освітянської конференції (заснованої в 1886 році). Після утворення Османського університету в 1917 році, став деканом факультету урду і директором Османського коледжу в Аурангабаді, залишаючись на цій посаді аж до відставки в 1930 році. Після відставки працював над складанням та редагуванням Англо-урдського-словника.
Протестував проти прагнення індійських націоналістів на чолі з Магатмою Ґанді зробити гінді єдиним національним мовою в Британської Індії. Також протистояв спробам перевести писемність урду з арабської основи на деванаґарі. Вступив у Мусульманську лігу на чолі з Мугаммадом Алі Джинна.
Після поділу Британської Індії, у 1947 році емігрував в Пакистан, де продовжив наукову і громадську роботу. У зв'язку з переїздом велика частина його майна, особливо цінні рукописи, частина документів та книг була втрачена. Частина матеріалів, які він привіз з собою в Пакистан, зберігається в «Бібліотеці Урду».
Помер від раку в місті Карачі 16 серпня 1961 року.

## Громадська та наукова діяльність
У 1903 році в місті Аліґар організував товариство «Анджуман Тараккі-е-Урду» (урду انجمن ترقی اردو,укр. Суспільство популяризації мови і літератури урду).
Вів велику просвітницьку роботу. Заснував часопис «Гамар забав» (укр. Наша мова), «Урду», «Маашей» (укр. «Життя»), «Саінс» (укр. «Наука»). Зібрав рідкісні рукописи на урду та брав участь у створенні бібліотек у місті Гайдарабад і Делі. Численні літературно-критичні праці Абдул Гака виявили давність літературних традицій урду, розкривають багатство і розмаїття середньовічної та сучасної літератури на цій мові. Однією з найважливіших і багаторічних його робіт став англо-урду словник.

## Пам'ять
У серпні 2004 року пакистанська пошта випустила пам'ятну марку на честь вченого.